# Antonina Wessenina
Antonina Wessenina  (russisch Антониа Весенина, auch Antonina Vesenina transkribiert; geboren am 19. Februar 1986 in Woronesch) ist eine russische Opernsängerin der Stimmlage Sopran.

## Leben und Wirken
Antonina Wessenina studierte Gesang an der Musikhochschule ihrer Heimatstadt bei Natalja Sawizkaja und schloss ihr Studium 2010 ab. Weiters besuchte sie Meisterkurse bei Larissa Gergijewa, Gegham Grigorjan und Jelena Obraszowa. Sie konnte eine Reihe von Erfolgen bei internationalen Gesangswettbewerben erzielen, unter anderem in Kasan, Moskau, Sankt Petersburg, Wolgograd sowie in Toulouse. Von 2010 bis 2011 war sie Ensemblemitglied der St. Petersburger Kammeroper und sang dort unter anderem die Gilda in Verdis Rigoletto.
2011 wurde sie in die Akademie für junge Opernsänger des Mariinski-Theaters aufgenommen und trat mehrfach an diesem Theater auf; als Königin der Nacht und als Königin von Schemacha, als Clorinda und als Rosina. Sie hat sich dort aber auch eine Reihe weiterer Partien erarbeitet.
Seit 2015 gastiert sie  regelmäßig an der Deutschen Oper am Rhein in Düsseldorf und Duisburg, sowohl als Königin der Nacht als auch als Königin von Schemacha. An der Komischen Oper Berlin und an der Semperoper gastierte sie ebenfalls als Königin der Nacht.

## Rollen (Auswahl)
| Benjamin Britten: - Lucia in The Rape of Lucretia Wolfgang Amadeus Mozart: - Mademoiselle Silberklang in Der Schauspieldirektor - Königin der Nacht in Die Zauberflöte Jacques Offenbach: - Olympia in Les Contes d'Hoffmann Giacomo Puccini: - Genovieffa in Suor Angelica |  | Nikolai Rimski-Korsakow: - Marfa in Zarskaja newesta (Die Zarenbraut) - Königin von Schemacha in Solotoi petuschok (Der goldene Hahn) Gioachino Rossini: - Rosina in Il barbiere di Siviglia - Clorinda in La Cenerentola Richard Strauss: - Zerbinetta in Ariadne auf Naxos Giuseppe Verdi: - Oscar in Un ballo in maschera - Gilda in Rigoletto |

Quellen für das Rollenverzeichnis: Mariinski-Theater und Operabase.

## Wettbewerbe
- 2007: Erster Preis beim 2. Internationalen Studenten-Gesangswettbewerb in Wolgograd
- 2013: Zweiter Preis beim 3. Internationalen Gesangswettbewerb Pawel Lisizian in Wladikawkas
- 2013: Erster Preis beim 3. Internationalen Gesangswettbewerb Maxim Mikhailow in Kaluga
- 2014: Grand Prix beim I. Internationalen Gesangswettbewerb Opera without Borders in Krasnodar
- 2015:Vierter Preis beim 15. Internationalen Tschaikowski-Wettbewerb in Moskau
- 2016: Dritter Preis beim 51. Concours International de Chant de Toulouse